# 3766 Junepatterson
3766 Junepatterson (1983 BF) là một tiểu hành tinh nằm phía ngoài của vành đai chính được phát hiện ngày 16 tháng 1 năm 1983 bởi E. Bowell ở Flagstaff (AM).